# Lægeboligen (Skælskør)
Lægeboligen er en fredet bygning, der ligger på Skovvej i Skælskør med udsigt over Skælskør Nor, som tidligere var bolig for lægen i byen. Bygningen blev opført i 1856 efter tegninger af Gottlieb Bindesbøll, og den blev fredet i 1992. Udhuset og haven er også omfattet af fredningen.

## Historie
Bygningen blev opført til distriktslægen Frederik Christian Krebs i 1856. Han havde overtaget embedet i 1855 efter at have haft samme stilling på Læsø.
Krebs var gift med forfatteren Anna Margrethe Borch (1818-1891). De boede i huset med deres to sønner. Deres søn Carl Krebs blev [[[aktuar]], mens datteren, Johanne Cathrine Krebs, blev maler.
I 1857 var Krebs kraftigt medvirkende til at slå et udbrud af kolera ned. Han var interesseret i politik, sociologi og økonomi. I 1869 udgav han For Idé og Virkelighed, hvor han skrev om den spæde arbejderbevægelse og argumenterede for at forbedre vilkår for arbejderklassen. Den blev senere fulgt op af andre publikationer om økonomi.
Kreds flyttede, da han blev udnævnt til stiftslæge på Fyn i 1871. Samme år blev huset solgt til C. Raffn.
Bygningen blev fredet i 1992.

## Arkitektur
Bygningen er opført skiftende vandrette bånd af røde og gule mursten. Den har kamtakgavle. Denne kombination ses også i flere andre af Bindesbølls tidlige værker som Jydske Asyl, Thisted gamle rådhus, Hobro Kirke, Bispegården og Nybøllegård i Møn..

## Ejere
- 1856-1871: F.C. Krebs (læge)
- 1871-1890: C. Raffn
- 1890-1927: C. Petersen Viuff
- 1927-1965: J.E. Heilmann
- 1965-1988: K.L. Dahlgren
- 1988-1991: J.T. Bardram
- 1991-2007: Arne Brandtoft og Kit Egefjord
- 2007-: Mads og Mette[4]

## Yderligere læsning
- Jørgensen, Mette Lund: Krebs - Portræt af et forfatterskab, Rhodos, ISBN 9788779990159 (2017)